# Contea di Shixing
La contea di Shixing (始兴县S, Shǐxìng XiànP) è una contea della Cina, situata nella provincia del Guangdong e amministrata dalla prefettura di Shaoguan.